# Fornaci (Borghetto Lodigiano)
Fornaci è un centro abitato d'Italia, frazione del comune di Borghetto Lodigiano.
Al censimento del 21 ottobre 2001 contava 96 abitanti.

## Geografia fisica
Il centro abitato è sito a 68 metri sul livello del mare.
Si trova circa 2 km a sud-est del capoluogo comunale, in direzione di Livraga.

## Storia
L'11 agosto 1481 il centro abitato di Fornaci venne dato in feudo dal Duca di Milano Galeazzo Sforza al suo consigliere Alessandro Rho.
Nel 1633 Fornaci, allora detta Fornace de' Granati, risultava essere comune autonomo; nel 1753 risultava aggregata al comune di Borghetto.